# 黃金海岸遊艇會
22°22′12″N 113°59′36″E / 22.3701°N 113.9934°E

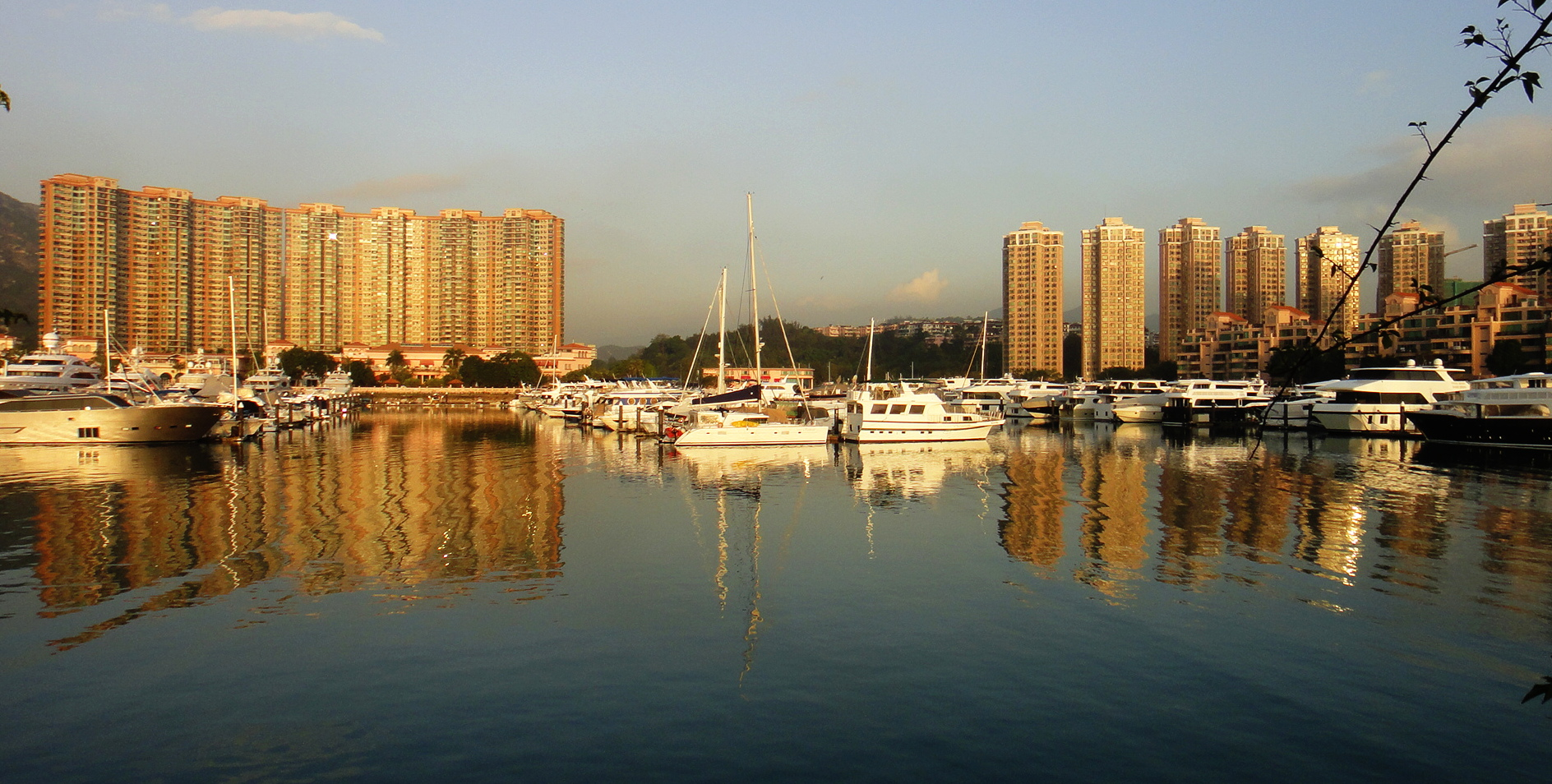
黃金海岸遊艇會

黃金海岸遊艇會全名黃金海岸鄉村俱樂部·遊艇會（英文Gold Coast Yacht & Country Club ）簡稱GCYCC，位於香港新界青山灣青山公路一號，是香港著名一站式遊艇會所， 設有二百多個遊艇停泊位，會所服務包括二十四小時保安、餐飲、食水、用電、燃油及衛星電視收費服務等等，遊艇會的主建築物採用西班牙及美國加州式傳統設計，提供室內外以至水上浮台的會議及飲宴場地，離市區中心、香港國際機場及香港各主要景點車程不多於三十分鐘。

## 相關
- 信和集團
- 香港黃金海岸酒店
- 黃金海岸泳灘
- 屯門公路
- 青山公路

## 外部参考
- 黃金海岸遊艇會官方網
- 黃金海岸遊艇會概略